# Tiset Sogn
Tiset Sogn er et sogn i Århus Søndre Provsti (Århus Stift).
I 1873 blev Tiset Sogn et selvstændigt pastorat. Det hørte til Ning Herred. Tiset sognekommune dannede i 1963 Solbjerg Kommune sammen med Astrup-Tulstrup-Hvilsted sognekommune. Solbjerg Kommune blev ved kommunalreformen i 1970 indlemmet i Aarhus Kommune.
I Tiset Sogn ligger Tiset Kirke.
I sognet findes følgende autoriserede stednavne:
- Battrup (bebyggelse, ejerlav)
- Gammel Solbjerg (bebyggelse)
- Ingerslev (bebyggelse, ejerlav)
- Ingerslev Hede (bebyggelse)
- Ingerslev Sønderskov (bebyggelse)
- Mustrup (bebyggelse, ejerlav)
- Nederballe (bebyggelse)
- Nørremark (bebyggelse)
- Overballe (bebyggelse)
- Pisselager (bebyggelse)
- Ravnholt (bebyggelse)
- Ravnholt Hede (bebyggelse)
- Ravnholt Mark (bebyggelse)
- Ravnholt Skov (bebyggelse)
- Solbjerg (bebyggelse, ejerlav)
- Solbjerg Hede (bebyggelse)
- Sønderskov (bebyggelse)
- Tander (bebyggelse, ejerlav)
- Tingskoven (bebyggelse)
- Tiset (bebyggelse, ejerlav)